# Misologia
A misologia é definida como o ódio ou aversão ao raciocínio; a repulsão ou desconfiança do debate lógico, argumentação, ou do método socrático.

## Fonte
A fonte original da palavra é o diálogo dramático de Platão Fédon (ou Fedão; em grego: Φαίδων, transl. Phaídon) que ilustra as últimas horas e a execução de Sócrates, por aqueles que se ofenderam pela sua busca filosófica.
Fédon de Platão conta a história de Fédon de Élis relembrando as últimas horas e a morte de Sócrates algum tempo depois para Equécrates, que ouviu falar da execução de Sócrates mas não de forma detalhada, e está curioso para saber mais a respeito. Fédon, tendo sido um das testemunhas da execução, começa a explicar que ele e os outros se encontraram mais cedo para visitar Sócrates neste dia fatídico. Lá, Símias e Cebes começam uma discussão com Sócrates sobre o pós-vida, e Cebes em particular questiona Sócrates sobre sua crença que a alma deve ser imortal. Fédon relembra que Sócrates já havia apresentado um argumento a esse respeito, quando ambos Símias e Cebes ofereceram excelentes objeções. Fédon então interrompe o relato e diz para Equécrates:
Quando ouvimos o que Símias e Cebes disseram estávamos todos deprimidos, como contamos uns aos outros posteriormente. Estávamos bastante convencidos pelo argumento anterior de Sócrates, e eles pareceram nos confudir novamente, e nos levar a duvidar não apenas do que já havia sido dito mas do que viria a ser, por receio de que fossemos inúteis como críticos do próprio assunto, o destino da alma, sem admissão de certeza.Original {{{{{língua}}}}}: Fédon, 88c — Platão
Fédon então conta a Equécrates que antes de responder ao argumento de Símias e Cebes, Sócrates, não tendo dúvida ao ver a inquietude que suas objeções causaram ante todos os presentes, que o próprio Fédon constatou para Equécrates, interrompe sua linha de argumentação para fazer uma importante análise: que não deveriam ficar desesperançosos por conta desta objeção e rejeitar a filosofia como resultado. Fédon conta que Sócrates enfatizou o seguinte ponto:
...mas primeiro há uma certa experiência que devemos tomar cuidado em evitar...Que nos tornemos misólogos, como as pessoas se  tornam misantropas. Não há mal maior que alguém pode sofrer que odiar um discurso lógico. Misologia e misantropia surgem da mesma forma. Na misantropia temos um homem sem conhecimento ou habilidade que confiou em demasia em alguém e acreditou que esta pessoa fosse em sua totalidade verdadeira, razoável e confiável; porém, pouco tempo depois descobriu que a mesma era má e indigna de confiança, e isso aconteceu novamente; quando alguém repetidamente passa por tal experiência, especialmente com aqueles que acreditava ser seus amigos mais próximos, no fim das contas, após várias decepções, passa a odiar todos os homens e acreditar que nenhum é mais razoável de qualquer modo...Este estado de coisas é lamentável...e obviamente consequência de tentativas de construção de relacionamentos humanos sem habilidade alguma neles.Original {{{{{língua}}}}}: Fédon, 89d–e — Platão
Sócrates está advertindo o leitor que, da mesma forma que ele não deve odiar os outros porque foi infeliz em julgar o caráter alheio, também não deve odiar a argumentação e razão - tomar parte na "misologia" - somente porque pode não ser habilidoso o suficiente pra discernir as falhas e a solidez de um argumento:
Seria lamentável...disse [Sócrates], quando encontramos um argumento confiável, verdadeiro, que pode ser entendido, se um homem que já lidou com tais argumentos que parecem uma vez verdadeiros e na outra falsos [assim como o argumento de Sócrates pareceu para aqueles no presente], não deve se culpar ou acusar sua falta de habilidade, mas, por conta desta perturbação, no fim alegremente reverter a culpa de si próprio para os argumentos, e passar o resto da sua vida odiando e vilipendiando discussões lógicas e assim se privar da verdade e do conhecimento da realidade...Esta é a primeira coisa, portanto, que uma pessoa deve se precaver contra, ele [Sócrates], disse. Não devemos permitir nas nossas mentes a convicção que a argumentação não tem nada razoável em si; ao invés disso, devemos acreditar que somos nós que ainda não soamos lógicos e que devemos ter coragem e vontade de alcançar esta racionalidade.Original {{{{{língua}}}}}: Fédon, 90c–e — Platão

## Origens Modernas
A palavra misologia foi primeiramente atestada na língua inglesa em 1833, e utilizada na tradução de 1871 de Benjamin Jowett das obras de Platão, Diálogos (Dialogues): "assim como temos misantropos ou odiadores de homens, também temos misólogos ou odiadores de ideias."
O termo também foi empregado por Immanuel Kant numa passagem da sua obra de 1785, Fundamentos da Metafísica da Moral (Groundwork of the Metaphysic of Morals / Grundlegung zur Metaphysik der Sitten): "Misologie, d. i. [das ist] haß der vernunft" traduzido por Thomas Kingsmill Abbott em 1895, diretamente, como: "misologia, isto é, ódio pela razão."